# Muñogrande
Muñogrande ist ein Ort und eine zentralspanische Gemeinde (municipio) mit 74 Einwohnern (Stand: 2024) in der Provinz Ávila in der Autonomen Region Kastilien-León. Neben dem Hauptort Muñogrande gehört die Ortschaft Castilblanco zur Gemeinde.

## Lage
Muñogrande befindet sich in den nördlichen Ausläufern der Sierra de Gredos gut 27 Kilometer nordwestlich von Ávila in einer Höhe von 940 m. Die Autovía A-50 führt von Ávila nach Salamanca durch die Gemeinde.  Das Klima im Winter ist kühl, im Sommer dagegen trotz der Höhenlage durchaus warm; der Regen (ca. 570 mm/Jahr) fällt – mit Ausnahme der nahezu regenlosen Sommermonate – verteilt übers ganze Jahr.

## Bevölkerungsentwicklung
| Jahr      | 1970 | 1981 | 1991 | 2001 | 2011 | 2021 |
| Einwohner | 219  | 151  | 126  | 106  | 79   | 77   |

## Sehenswürdigkeiten
- Andreaskirche in Muñogrande
- Kirche Mariä Himmelfahrt in Castilblanco

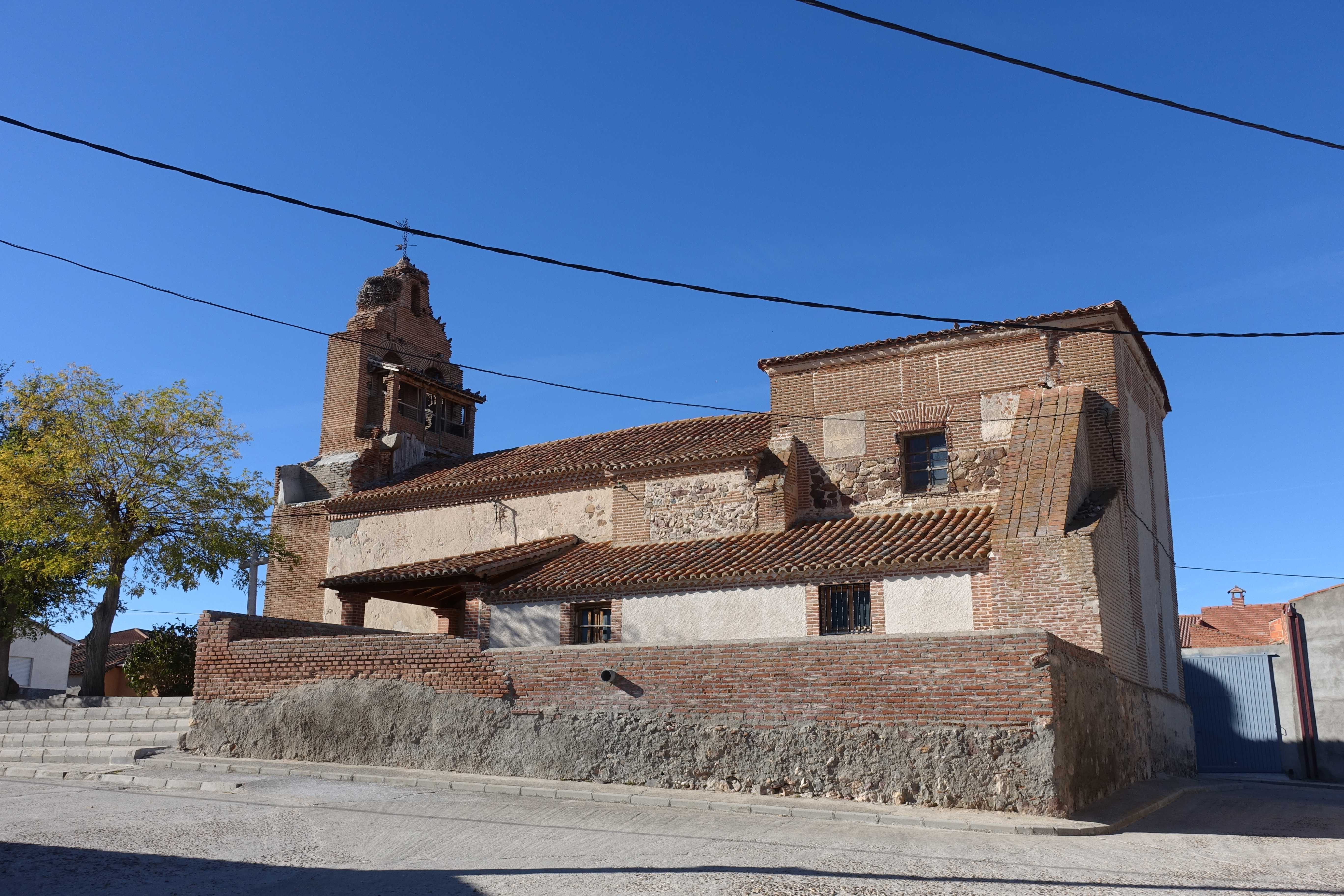
Andreaskirche
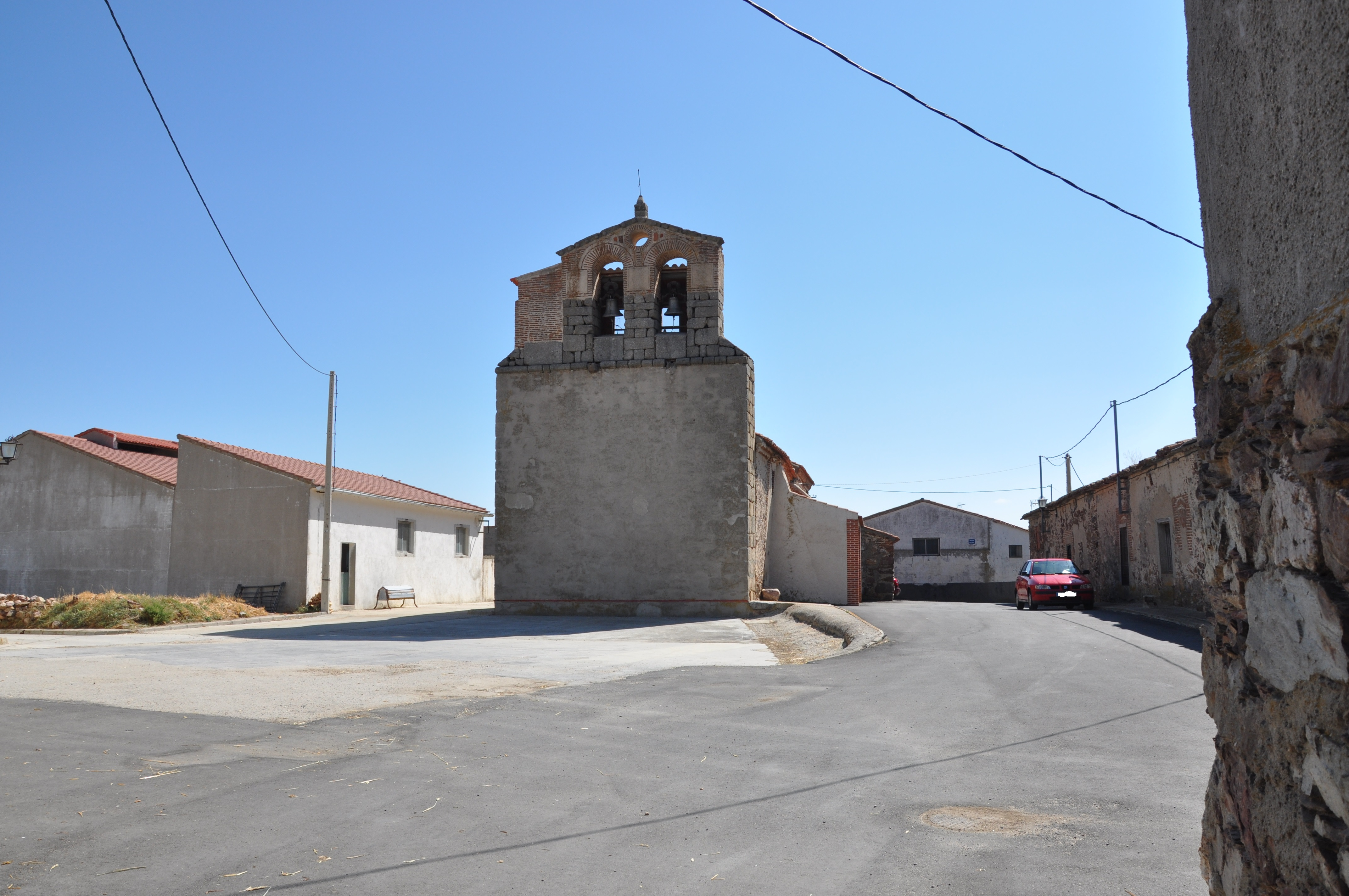
Kirche Mariä Himmelfahrt
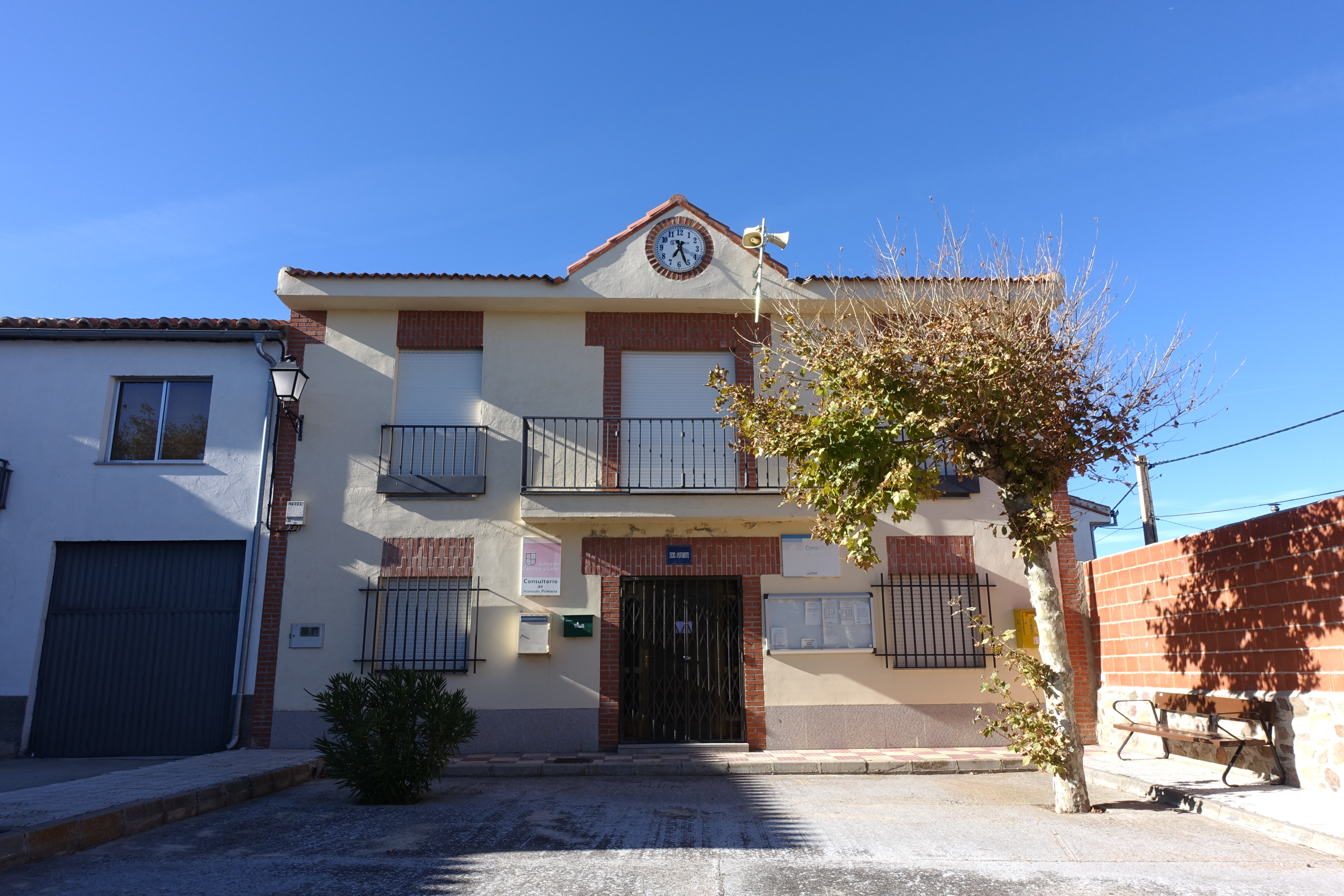
Rathaus